# カリフォルニア・コネクション
カリフォルニア・コネクションは、水谷豊の通算5枚目のシングルである。1979年4月21日発売。CDコード（規格品番）はFLS-1044。

## 概要
水谷豊の代表曲であるとともに、1979年の代表曲の一つである。『熱中時代・刑事編』の主題歌として使用され、同ドラマの好調なヒットに伴い、シングルも65万枚（オリコン調べ）、または150万枚を売り上げる大ヒットとなった。『ザ・ベストテン』では12週連続で10位以内にランクインし、4週連続で1位を獲得したが、日本テレビのドラマ主題歌であったため、実際には水谷自身が二度登場しただけで曲がオンエアされることは少なかった。
セルフカバー版のPVでは、レコード会社の後輩であり長い交友関係の木梨憲武を起用している。

## 収録曲
全曲、作詞：阿木燿子 作曲：平尾昌晃 編曲：鈴木茂
1. カリフォルニア・コネクション
日本テレビ系ドラマ『熱中時代・刑事編』主題歌
2. 僕らの時代

## 収録アルバム
- 『俺たちのメロディー』（#13）
- 『クライマックス 70's サファイア』（Disc 1 #3）
- 『TIME CAPSULE』（#1）
22年ぶりに鈴木茂編曲のもとでセルフカバーした。PVも製作され、その中で『熱中時代・刑事編』のオープニングがリメイクされている。